# Aleksandar Stanojković
Aleksandar Stanojković, poznat i pod pseudonimom Mrzovoljno oko (Beograd, 9. avgust 1987) srpski je pop muzičar, multi-instrumentalista, muzički producent, kompozitor, tekstopisac i kantautor.

## Biografija
Odrastao je u beogradskim naseljima Cerak Vinogradi i Filmski grad. U ranom detinjstvu je otkrio svoju ljubav prema muzici slušajući uglavnom američku pop, bluz, džez, soul, i rok muziku. Odrastao je slušajući izvođače i bendove poput Erika Kleptona, Garija Mura, Pink Flojda, Luja Armstronga, Arete Frenklin, Dajne Vašington, Šake Kan, Fila Kolinsa, Roberta Kreja, Pitera Gejbrijela, Toto, Sajmona i Garfankla, Džona Mejera i mnogih drugih. Kao tinejdžer je od porodice dobio prvu akustičnu gitaru, ali ubrzo nakon toga otkriva hip hop muziku, i u osnovnoj školi kreće da piše tekstove i da snima bitboks ritmove na kućnoj mini liniji.
U srednjoj školi se udružuje sa Hadži-Aleksandrom Đurovićem Eslom i Vladimirom Lazićem Devlom i osniva bend HED (akronim njihovih pseudonima), a kao svoj pseudonim odabira ime HeatMan. Par godina kasnije Đurović napušta bend, te Stanojković i Lazić osnivaju bend Omerta.. Takođe, u isto vreme sa Velimirom Skaluševićem osniva bend The Speakerz, sa kojim objavljuje desetak pesama instrumentalne muzike.

## Karijera

### Hip hop
Od svoje sedamnaeste godine se bavi hip hop muzikom kao izvođač, ali i kao producent pod raznim pseudonimima, ali najpoznatiji je Mrzovoljno oko. U periodu do dvadeset i pete godine je sarađivao sa gotovo celom hip hop scenom Balkana, i iz njegovog studija su izašli brojni muzički hitovi tog žanra.
Sa devetnaest godina započinje saradnju sa bendom MVP, koji su tada tada činili Žarko Kova Kovačević (frontmen grupe S.A.R.S.) i Branislav Bane Lalić (kasnije ostao kao jedini frontmen MVP-a), i učestvuje na albumu Blef kao producent, muzičar i inženjer zvuka.
U dvadeset i prvoj godini osniva svoj prvi muzički studio pod nazivom Gajba.
Najpoznatiji je po dugogodišnjoj saradnji sa srpskim reperom Strukom, sa kojim je 2010. godine sarađivao na albumu Svi psi idu u raj kao producent i inženjer zvuka. Sa tim albumom njihova saradnja nije prestala, već su godinama nakon toga sarađivali na drugim pesmama koje su se našle na drugim albumima.
Iste godine je sa srpskim reperom Ivanom Ikcem Jovićem iz grupe V.I.P. izdao pesmu Rasut u komade. koja je napravila veliki uspeh na prostorima bivše Jugoslavije. Takođe, u tom periodu objavljuje album Masni plan. sa svojim bendom Soundless, koji su činili Vladimir Joksa Joksić, Dušan Ruda Radović i Aleksandar Stanojković kao Mrzovoljno oko. Tokom 2010. godine je zajedno sa srpskim reperom Gruom objavio pesmu I dalje me žele koja je takođe postigla veliku popularnost na Balkanu. Pre toga je sa Gruom učestvovao na festivalu Medela Čarolija sa pesmom Pahulje koju je otpevala Aleksandra Sandee Denda.
Takođe, 2010. godine sa svojim bendom Soundless objavljuje i pesmu Prvi na listi, himnu KG Student košarkaškog kluba iz Kragujevca.
Kao solo izvođač pod pseudonimom Mrzovoljno oko objavio je dvadesetak pesama, od kojih su najzapaženije bile Balkane moj, Ako umrem sutra, Fališ mi, Kada padne mrak i Moram da uspem sa kojom se oprostio od rep muzike.
U međuvremenu je učio da svira gitaru, te je bio poznat po tome što je približio rok i bluz muziku hip hopu u Srbiji, jer je u gotovo svaku pesmu ubacivao gitaru.

### Pop muzika
Nakon hip hopa menja muzički pravac, posvećuje se sviranju gitare, i započinje rad na svom albumu prvencu Anđela. Ostavlja pseudonime iza sebe, i nastavlja da se potpisuje sopstvenim imenom i prezimenom. Kao kantautor, sa prvim singlom To je ljubav dospeo je do prvog mesta najvažnijih radijskih top lista poput emisija Pop mašina i Diskomer, ali i top liste na MTV Adrija kanalu. Sa narednim pesmama taj trend se nastavlja, te je pesma Zvezde bila 8 nedelja na top listi Diskomer, od čega je 4 nedelje bila na prvom mestu, dok je pesma Kao da je bilo nekad provela 2 nedelje na prvom mestu iste top liste. Album Anđela nikada nije bio uobličen kao zvanično i štampano izdanje, ali se pesme sa albuma mogu naći na njegovom Jutjub kanalu kao i na mnogim striming platformama. Njegova muzika žanrovski varira od akustičnog popa i bluza, preko roka, regea, pa sve do američke folk muzike i kantri muzike, ali sve vreme zadržava notu pop muzike.
Godine 2014. izdaje EP Ljiljana, preko izdavačke kuće Lampshade Media, na kom se mogu naći pesme To je ljubav, Ljiljana i Zvezde. Iste godine se pojavljuje kao gost na koncertu benda Ničim izazvan, čiji je frontmen Bojan Gluvajić u par navrata pomenuo Stanojkovića kao muzičara za koga „navija”. Zajedno sa Sergejom Ćetkovićem 2015. godine učestvuje na crnogorskom festivalu Sunčane skale, gde potpisuje aranžman za 2 pesme: Ostani od Aleksandra Stojanovića, i Druže moj od slovenačkog pevača Damira Kovačića. Iste godine zatvara studio Gajba i pravi pauzu u muzičkoj produkciji.
Godine 2018. osniva studio A.S. i učestvuje na debi albumu Čudo srpske pop i soul pevačice Tijane Bogićević kao klavijaturista na pesmi Sam od sutra, a započinje i saradnju sa dugogodišnjim prijateljem, muzičarom i producentom Dušanom Alagićem. Godine 2019. samostalno objavljuje svoj debi album Anđela kao zbirku pesama posvećenih tada već bivšoj devojci. Zajedno sa Alagićem, 2020. godine, potpisuje aranžman za pesmu Kao muzika beogradske pevačice Bojane Mašković za festival Beovizija i samostalno objavljuje svoj drugi album Stranac, takođe preko interneta kao i svoj debi album.
Iste godine započinje rad na tematskom solo albumu Dete osamdesetih, koji je inspirisan pop muzikom iz osamdesetih godina.

## Politika
Iako nije član ni jedne stranke, bio je jedan od vođa građanskih protesta Protiv diktature 2017. godine kao i protesta 1 od 5 miliona od početka 2018. do februara 2019. godine. U medijima se od 2018. godine najčešće pojavljuje kao sagovornik u političkim emisijama, iako jasno ističe da je samo muzičar. Po njegovim rečima, pretrpeo je „javni linč” od strane prorežimskih medija i tabloida. Nakon izlaska iz organizacije 1 od 5 miliona, optužuje bivše saborce da su predali protest opozicionim političarima, koji su isti na kraju i ugušili. Kasnije se sa ostalim bivšim članovima tog pokreta, ograđuje od njihove kandidature na parlamentarnim izborima 2020. godine.
Objavio je nekoliko pesama sa političkom i socijalnom tematikom, od kojih su najpoznatije pesme Stranac i Ljuljali smo mostove, 2019. godine koja je naredne godine, po rečima autora bespravno uklonjena sa sajta Jutjub.
Pro-evropski, demokratski, i levo je orijentisan.

## Diskografija

### U pop muzici, kao solo izvođač

#### Albumi
- Ljiljana EP (2014)[1][17][28][29]
- Anđela (2019)
- Stranac (2020)
- Petar Pan (2020)
- Dete osamdesetih (u produkciji)

### Kao producent, inženjer zvuka, aranžer, ili muzičar

#### Albumi
- Sve za demo — Istina o Radu i Viziji (2009); pesma: Koja je poenta (Omerta ft. Esla)[9]
- MVP — Blef (2009); pesme: Bio budala, I kad nisi tu, Prah i pepeo, Pravila, Samo moja ft. Gru[30]
- (2009); pesma: Noćas sam sam (Soundless ft. Bane MVP)[31]
- Struka — Svi psi idu u raj (2010); ceo album[12]
- — Masni plan (2010); ceo album[14]
- Struka ‎— Liberace Mixtape (2010); pesme: Serijski ubica RMX, Struka je, Uradi sam (skit), Upoznaj Srbiju 3 Rmx, Kada dođe taj dan Rmx, Budi to što jesi (ft. Soundless)[32]
- Toni Zen — Superzen (2011); pesma: Samo toči ft. Struka[33]
- Doki Dok — Balance Mixtape 1,5 (2012); pesma: Sve je ok ft. Struka[34]
- Struka — Noći bugija (2012); pesme: Samo toči, Drolje 2, Život je kocka, Svaki božji dan, Nećeš me naći u klubu, To je ljubav (ft. Priki, Mrzovoljno oko)
- Sunčane skale 2015; pesme: Druže moj, Ostani[19]
- Struka — Poslednji mohikanac EP (2016); pesma: Pimpujem ft. FunkyKaya[35]
- Tijana Bogićević — Čudo (2018); pesma: Sam od sutra
- Beovizija 2020. — pesma: Kao muzika

#### Singlovi
- Pahulje — Medela Čarolija (2009)
- Struka — Pesma o krađi kola (2010)
- Ikac — Rasut u komade (2010)[13]
- Ikac — Jugosloveni (2010)[36]
- Gru i Ajs Nigrutin — I dalje me žele (2010)[8][15]
- (Struka i Bvana) — Krila (2010)

### Kao Mrzovoljno oko (izvođač)

#### Singlovi
- Slobodan (2009)[10]
- Pusti me da spavam ft. Esla (2009)
- Vitamin M (instrumental) (2009)
- Reciklirani proizvod (2009)
- Nije bitno ft. Priki, Ayllah (2010)
- Bluz o meni ft. Crux, Ill G (2010)
- Balkane moj (2010)
- Milena (instrumental) (2010)
- 13 (2010)
- Vrati me (2010)
- Fališ mi (2010)
- Kada padne mrak (2010)
- Gledaj samo gore ft. Sandee (2010)
- Ako umrem sutra (2010)
- Moram da uspem (2010)
- Svaki dan ft. Ill G, Crux, Ana Ristić (2011)
- Nemoralna devojka ft. Kobra Palac (2012)
- B.G. Jug brate ft. Struka (2014)
- Nenormalno normalno ft. Aleksandar Stanojković (2020)

### Sa grupom

#### Albumi
- Masni plan (2010)[10]

#### Singlovi
- Rappers delight (fristajl) prod by Bdat Džutim (2010)
- Na terapiji (2010)
- Svetla velikog grada ft. Ikac (VIP) &  (2010)
- Ja bih ti dala (2010)
- Svaka ima dobru 'lju (2010)
- Samo ti (2010)
- Aerobik (2010)
- Prvi na listi (2010)
- Otadžbina zove (2010)
- Teško je vreme (2010)
- LSD (2010)
- Kako prijaš mi (Volim te) (2010)
- Ženo Draga (2010)
- Hajde samo malo ft. Aleksandar Stanojković (2013)
- Džeki Čejn (2013)
- Prvi na listi [16]

## Spoljašnje veze
- Aleksandar Stanojković na sajtu Discogs
- Aleksandar Stanojković na sajtu
- Aleksandar Stanojković на веб-сајту
- Aleksandar Stanojković на веб-сајту